# Jofré I Grisegonelle
Jofré I Grisegonelle fou comte d'Anjou del 942 al 960 succeint al seu pare Folc II el Bo com a comte d'Anjou
Per reconciliar-se amb el comte de Blois es va casar amb Adelaida de Vermandois, germana de Leutgarda (dona de Tibau de Blois) però més tard (978) es va casar en segones noces amb Adelaida de Chalons, viuda del comte Lambert de Chalon i neta del comte Giselbert de Chalon.
Els seus dominis s'estenien per Rochefort-sur-Loire i les senyories de Craon i Château-Gontier.
Va fer reconèixer la feudalitat envers Anjou dels comtes de Nantes i dels vescomtes de Thouars i va tenir bones relacions amb els vescomtes de Mans i amb els d'Orleans. A l'est tenia com a aliat del senyor de Bazouges, Hug de Lavardin (origen dels senyors d'Amboise; el castell d'Amboise pertanyia al comte) i a l'oest del senyor de Preuilly. Cap al sud els comtats de Chalons, Le Puy-en-Velay, Forez i Gavaldà pertanyien a familiars, i era aliat dels comtes de Perigord i de la Marche.
El 965 el vescomte de Rennes, on va rebre terres a l'Anjou per assegurar-se'n l'aliança (Rennes estava sota influència de Blois) i el 971 va estendre l'aliança amb el nou comte Conan de Rennes que es va casar amb la seva filla Ermengarda (Rennes era un tradicional enemic del comte de Nantes, vassall d'Anjou).
A la regió del Gatinais el 966 el comte va afermar el seu domini de Château-Landon i va estrènyer l'aliança amb el vescomte Aubri d'Orleans. El fill de Gauthier I de Vexin, Valois i Amiens va portar el nom de Guiu en honor de Guiu d'Anjou, germà de Jofré (aquest fill va rebre el comtat del Gâtinais del seu pare).
Cap al sud va guerrejar amb el duc d'Aquitània des del 970 i va vèncer a la batalla de Rochers, amb el que va adquirir per conquesta Loudun i Mirabeau, però finalment se'n va reconèixer per elles vassall de Guillem Braç de ferro de Poitou (duc d'Aquitània) solucionant el conflicte, i mantenint l'estreta aliança amb el vescomtat de Thouars on era vescomte Aimeric II, i després amb el seu fill i successor Heribert I, i el fill d'aquest Aimeric III.
El 973 Renau, de la família comtal, fou nomenat bisbe d'Angers. El vescomtat d'Angers va ser confiat el 976 a Renau, pare del bisbe d'Angers.
El [975] el seu germà Guiu va ser nomenat comte bisbe de Lo Puèi de Velai, territori que connectava el Gavaldà i Forez governats pel comte Esteve, casat amb Adelaida, germana de Jofré. L'any següent, pel seu matrimoni, va exercir el poder al comtat de Chalon (Chalon-sur-Saône), on la seva segona dona era regent.
El conflicte amb Blois va tenir diverses etapes però des que cap al 950 Tibau de Blois fou nomenat vescomte de Tours, i el 958 comte de Tours i el seu home de confiança Arduí bisbe de Tours, i posseint Saumur que li havia cedit Anjou, Blois es convertia en l'amo de tota la vall del riu Loire des Saumur a Blois (menys Amboise) i de la vall de la Vienne, des l'Ile Bouchard a Chinon i Candes, ja prop de l'Anjou, però no va esclatar fins a la mort de Tibau el 977. El successor Eudes I es va aliar amb el rei Lotari que li va facilitar l'accés al Vermandois. Jofré es va aliar amb Buchard de Vendôme i als seus fidels aliats els senyors de Buzancais (Archambaud i Hervé), Preuilly i Amboise (Sulpici). Jofré es va aliar amb el vescomte Joscelí, successor d'Eon a Rennes, cosa que li va permetre assegurar la connexió entre l'Anjou i Amboise que quedava quasi isolat per dominis dependents de Blois. Quant al Maine va ajudar els vescomtes del Maine (especialment el vescomte Raül, que va acompanyar al comte des del 967) i als seus parents els senyor de Belleme (la germana d'Ives de Belleme estava casada amb Raül de Mans).
Els normands van conquerir Nantes i el comte Hoel, fins llavors fidel de Jofré, es va declarar feudatari de Normandia, i va començar a guerrejar contra Conan de Rennes el qual va guanyar la guerra el 981, però el successor de Hoel, Guerec va demanar ajuda a Jofré i es va declarar altre cop feudatari seu, i Conan, que estava molt vinculat al comte de Blois per llaços feudals, es va trobar al camp advers. Jofré va derrotar a Conan a la batalla de Conquereuil o Conquereaux el 992. Dos anys després Guerec de Nantes es va presentar al rei de França i es va reconèixer feudatari directe del rei, però quan tornava fou fer presoner per Jofré i va haver-se de retractar el 995 cedint Champtoceaux, essent llavors alliberat. Guerec es va fer conferir feudalment el territoris de Herbauges, Tiffauges i Mauges pel comte de Poitou, en virtut de la concessió feta el 941 a Alan de Bretanya (en la seva condició de comte de Nantes).
A partir del 983 el rei Lotari de França va afavorir al comte de Blois en la successió d'Heribert III de Vermandois, comtat al que aspirava Folc Nerra, fill de Jofré. Al mateix temps el fill de la seva dona Adelaida i de Lambert de Chalons, Hug, va decidir entrar en religió i va renunciar als seus drets; la seva mare regent (Adelaida) i el padrastre, el comte d'Anjou, van aconseguir que la successió recaigués en Adelaida, que era de la família de Chalons (a més d'haver estat casada amb el comte), i correspongués al seu fill Maurici, que havia tingut el 980 amb Jofré.
Amb el comte Buchard de Vendôme va acordar el 985 el casament del seu fill Folc Nerra i de la filla de Buchard, Elisabet, i un enllaç similar es va fer també entre els vescomtes de Mans i els vescomtes de Vendôme. Buchard va participar el 987 en la lluita contra Eudes I de Blois assetjant Marcon, castell que s'interposava entre Anjou i Vendôme. En aquest setge va morir Jofré el 21 de juliol del 987 i el va succeir el seu fill Folc III Nerra.